# Aleuropteryx knowltoni
Aleuropteryx knowltoni is een insect uit de familie van de dwerggaasvliegen (Coniopterygidae), die tot de orde netvleugeligen (Neuroptera) behoort. 
De wetenschappelijke naam Aleuropteryx knowltoni is voor het eerst geldig gepubliceerd door V. Johnson in 1981.